# Icorigium

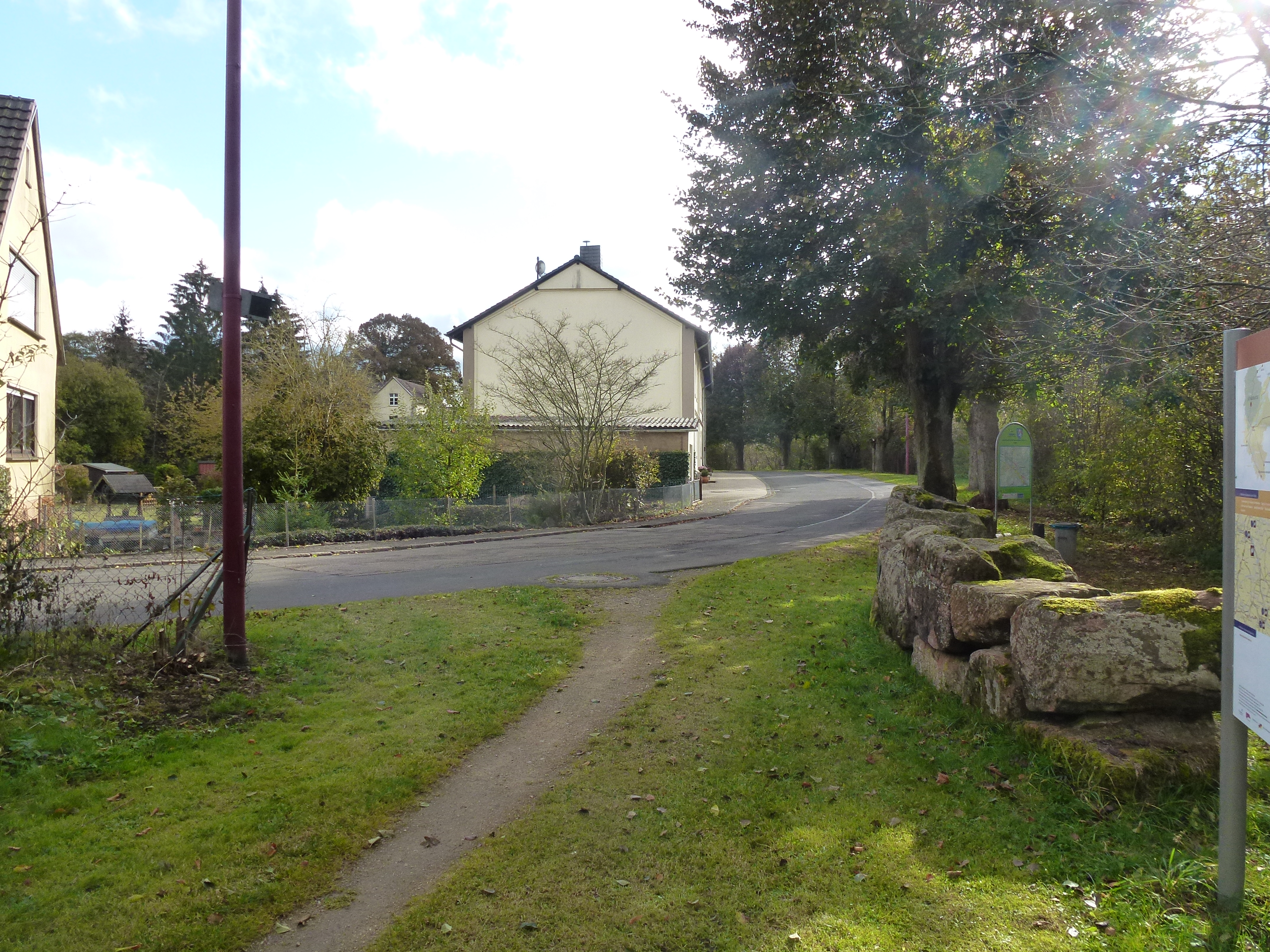
Aktuelle Südostseite Icorigium

Icorigium ist ein römerzeitlicher vicus an der Römerstraße von Trier nach Köln im Süden der Provinz Germania inferior. Die römische Siedlung befindet sich in Jünkerath im Kylltal und wurde 1886 beim Bau der Eisenbahnstrecke Trier-Köln entdeckt. Sie ist im Itinerarium Antonini und auf der Tabula Peutingeriana verzeichnet.

## Geschichte und archäologische Befunde
Gegründet wurde der vicus vermutlich im 1. Jahrhundert durch Aufsiedlung germanischer Ubier. Nach den Germaneneinfällen von 275/76 n. Chr. kam es zu einer vorübergehenden Aufgabe der Siedlung. In der Münzreihe findet sich ein Hiatus, der etwa eine Generation umspannt. In konstantinischer Zeit, Anfang des 4. Jahrhunderts, wird der Ort wieder neu besiedelt und mit einer 3,70 Meter breiten Festungsmauer umgeben, die repräsentativ mit Kalksteinquadern verblendet wurde. Insgesamt umfasst die befestigte Siedlung 1,52 Hektar. Zur Umwehrung gehören 13 Rundtürme mit einem Durchmesser von jeweils etwa zehn Metern. Von den Türmen waren mindestens drei mit Durchgängen ausgestattet, aus denen man die Anlage im Verteidigungsfall ungesehen verlassen oder betreten konnte.
Die identische Bauweise der Umwehrung mit den Befestigungen in Jülich (Iuliacum), Bitburg (Beda) und Neumagen-Dhron lässt vermuten, dass derartige Anlagen planmäßig angelegt wurden.
In den Fundamenten der Wehrtürme wurden Grabsteine als Spolien verbaut. Ein bedeutender Fund aus Icorigium ist ein Grabstein mit einem Relief, das eine Alltagsszene aus einem vicus zeigt. Dargestellt ist eine Straßensituation mit Passanten, die an ein Ladenlokal herantreten. In dem Ladenlokal sitzt ein Mann an einem Tresen, auf dem Waren aufgedeckt sind.

## Denkmalschutz
Das Bodendenkmal Icorigium ist geschützt als eingetragenes Kulturdenkmal im Sinne des Denkmalschutzgesetzes des Landes Rheinland-Pfalz (DSchG). Nachforschungen und gezieltes Sammeln von Funden sind genehmigungspflichtig, Zufallsfunde an die Denkmalbehörden zu melden.